# Orvosbiológiai mérőskálák
Az orvosi és pszichológiai mérőskálák a szubjektív tapasztalatok és klinikai állapotok számszerűsítésére szolgálnak. Segítségükkel a pszichológia, orvostudomány, egészségtudományok és biológia különböző területein lehet összehasonlítható adatokat gyűjteni, diagnózist támogatni és terápiás hatásokat mérni. A skálák gyakran kérdőíves formában készülnek, és az eredmények nagymértékben függnek a kérdések megfogalmazásától, valamint a nyelvi és kulturális adaptáció minőségétől.

## Példák ismert mérőskálákra
- Pszichológiai és pszichiátriai skálák
  - Beck Depression Inventory (BDI)
  - Hamilton Depression Rating Scale (HDRS)
  - Hamilton Anxiety Rating Scale (HAM-A)
  - State-Trait Anxiety Inventory (STAI)
  - Symptom Checklist-90 (SCL-90, SCL-90-R)
  - Hopkins Symptom Check List (HSCL)
  - Edinburgh Postnatal Depression Scale (EPDS)
  - Impact of Event Scale (IES, IES-R)
  - Davidson Trauma Scale (DTS)
  - Posttraumatic Symptom Scale (PTSS-10)
  - Dissociative Experiences Scale (DES)
  - Toronto Alexithymia Scale (TAS-20)
  - Rosenberg Self-Esteem Scale (RSES)

- Fájdalomskálák
  - Visual Analogue Scale (VAS)
  - Numeric Rating Scale (NRS)
  - McGill Pain Questionnaire (MPQ, rövid változat is)

- Életminőség-skálák
  - WHO Quality of Life Questionnaire (WHOQOL)
  - Medical Outcomes Study Short Form-36 (SF-36)
  - EuroQol EQ-5D
  - Karnofsky Performance Status (KPS)
  - Functional Assessment of Cancer Therapy (FACT)

- Fogászati és orális egészségskálák
  - Oral Health Impact Profile (OHIP-14)
  - Geriatric Oral Health Assessment Instrument
  - Community Periodontal Index of Treatment Need (CPITN)
  - Child Oral Impacts on Daily Performance (CHILD-OIDP)

- Evészavarokra vonatkozó skálák
  - Eating Disorder Inventory (EDI)
  - Eating Attitudes Test (EAT)
  - Binge Eating Scale (BES)
  - Eating Disorder Examination (EDE)

- Kognitív funkciók skálái
  - Mini-Mental State Examination (MMSE)
  - Wechsler Memory Scale (WMS)
  - Rey Auditory Verbal Learning Test

## További fontos mérőskálák
- Neurológia
  - Glasgow Coma Scale (GCS) – a tudatállapot gyors felmérésére[3]
  - NIH Stroke Scale (NIHSS) – stroke súlyosságának meghatározása[4]

- Reumatológia és mozgásszervi állapot
  - WOMAC Index – ízületi gyulladás és fájdalom felmérésére[5]
  - Oswestry Disability Index (ODI) – hátfájás okozta funkcióvesztés mérésére

- Geriátria
  - Barthel Index – a mindennapi életvitel önállóságát méri[6]
  - Activities of Daily Living (ADL) skála

- Alváskutatás
  - Epworth Sleepiness Scale (ESS)[7]
  - Pittsburgh Sleep Quality Index (PSQI)[8]

- Onkológia
  - Rotterdam Symptom Checklist (RSCL)
  - European Organization for Research and Treatment of Cancer Quality of Life Questionnaire (EORTC QLQ-C30)